# جان فرانسوا داغينيه
جان فرانسوا داغينيه هو ملحن ومهندس الصوت ومهندس ومنتج أسطوانات كندي، ولد في 16 أكتوبر 1975 في مونتريال في كندا.